# 布永康
布永康（德語：Reinhard Bonnke，1940年4月19日—2019年12月7日），德国五旬節派牧師，有「火焰佈道家」之称。為國際宣教機構「基督傳萬邦」（Christ for ALL Nations）的創立者與負責人。布永康牧师以举办大型的非洲布道会而闻名。他是牧师之子，于威尔斯圣经学院（Bible College in Wales）毕业后，他在德国按立及牧会七年，之后转至非洲开始宣教工作。
布永康牧师以举办大型的非洲布道会而闻名。他是牧师之子，九岁已决志信主，并在年少时领受到非洲宣教的呼召。于威尔斯圣经学院（Biblecollege in Wales）毕业后，他在德国按立及牧会七年，之后转至非洲开始宣教工作。就在莱索托（kingdom of Lesotho）的一座小山上，神让他看到异象，他看到整个非洲大陆都被主耶稣的宝血洗净 － 从北面的开罗（Cairo）至南面的开普敦（Cape Town），及从东面的吉布提（Djibouti）至西面的达喀尔（Dakar），都被神的手触摸，福音要传遍大地。
布牧师开始时，在一个容纳八百多人的帐篷举办聚会，后来帐篷随着聚会人数增长，就越建越大。到了1984年，他建成世上最大的行动建筑－能容纳三万四千个座位的帐棚！很快聚会人数超越了这座巨大帐篷所能容纳的，于是布牧师开始举行户外布道会，最初聚会的人数已超过十五万！从那时开始，布牧师在非洲各地举办全城布道会，有时单次聚会人数就高达一百六十万。聚会时采用的音响系统，几里外都听得到。
布永康牧师成立基督传万邦（Christ for all Nations，简称CfaN）这国际性事工已有三十年，在美国、加拿大、德国、英国、西非、新加坡、澳洲、香港与南非都设有办事处。
从新千禧年开始，基督传万邦的目标是在十年内要有一亿个灵魂归向耶稣基督。这七年来，透过在非洲与世界其他地方举行的大型福音布道聚会，截至现在，已有五千多万人回应基督的呼召。
基督传万邦的门徒训练计划事工，历年来分别于54个国家印制了超过一亿八千五百五十多万册的CfaN福音书籍与小册子，其中包括用了143种不同语文翻译。这数以百万计的书籍赠送到世界不同角落，在各处播下了福音种子。除此之外，布永康牧师的灵火学校线上自学证书/学位课程，其主要目标是激励其他人参与圣灵布道。另有一些拯救灵魂的计划在开发，以激励下个世代的信徒，让他们关心不曾认识耶稣的人，更让福音传遍脚掌可踏之地。

### 台灣事工
2008年，2009年連續2年來台灣舉行烈火特會及佈道會。